# 玻色–爱因斯坦凝聚
玻色–爱因斯坦凝态（Bose-Einstein condensate）又称玻色–爱因斯坦凝聚态，简称玻爱凝聚态，是玻色子原子在冷却到接近绝对零度所呈现出的一种气态的、超流性的物质状态（物态）。这种大量具有玻色统计性质的粒子，如同原子“凝聚”到同一状态，称为玻色–爱因斯坦凝聚（Bose-Einstein condensation，BEC）。
1995年，麻省理工學院的沃夫岡·凱特利與科罗拉多大学博尔德分校的埃里克·康奈尔和卡尔·威曼使用气态的铷原子在170 nK（1.7×10−7 K）的低温下首次获得了玻色-爱因斯坦凝態。在这种状态下，几乎全部原子都聚集到能量最低的量子态，形成一个宏观的量子状态。

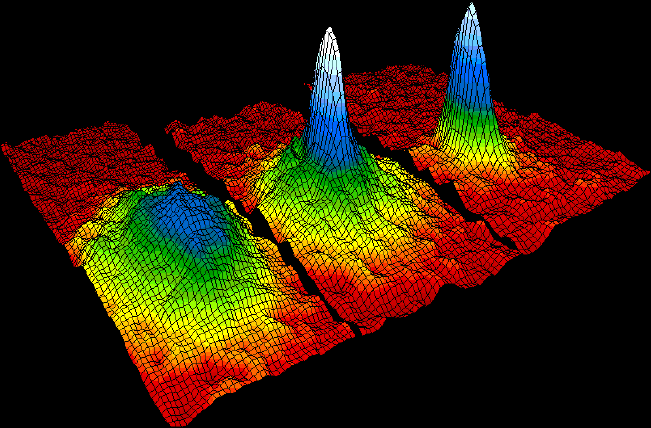
这幅图像显示的是铷原子速度的分布，它证实了玻色-爱因斯坦凝聚的存在。图中的颜色显示多少原子处于这个速度上。红色表示只有少数原子的速度是该速度。白色表示许多原子是这个速度。最低速度显示白色或浅蓝色。
由于不确定性原理尖部不是无穷窄：由于原子被束缚于一个很小的空间，它们的速度必须有一个很大的范围

- 左图：玻色-爱因斯坦凝聚出现前。
- 中图：玻色-爱因斯坦凝聚刚刚出现。
- 右图：几乎所有剩余的原子处于玻色-爱因斯坦凝聚状态。

## 理论
所有原子的量子态都束聚于一个单一的量子态的状态，称为玻色凝聚或玻色-爱因斯坦凝聚。1920年代，薩特延德拉·納特·玻色和阿尔伯特·爱因斯坦以玻色关于光子的统计力学研究為基础，对这个状态做了预言。
2005年7月22日，乌得勒支大学的学生罗迪·玻因克在保罗·埃伦费斯特的个人档案中发现了1924年12月爱因斯坦手写的原文的草稿。玻色和爱因斯坦的研究的结果是遵守玻色-爱因斯坦统计的玻色气体。玻色-爱因斯坦统计是描写玻色子的统计分布的理论。玻色子，其中包括光子和氦-4之类的原子，可以分享同一量子态。爱因斯坦推测将玻色子冷却到非常低的温度后它们会“落入”（“凝聚”）到能量最低的可能量子态中，导致一种全新的相态。
一个单纯的三维的气体的临界温度为（气体处在的外部势能是恒定的）：
{\displaystyle T_{c}=\left({\frac {n}{\zeta (3/2)}}\right)^{2/3}{\frac {2\pi \hbar ^{2}}{mk_{B}}}}
其中：

| {\displaystyle T_{c}}  |  | 临界温度                                         |
| {\displaystyle n}      |  | 粒子密度                                         |
| {\displaystyle m}      |  | 每个玻色子的质量                                 |
| {\displaystyle \hbar } |  | 约化普朗克常数（狄拉克常數）                     |
| {\displaystyle k_{B}}  |  | 玻爾茲曼常數                                     |
| {\displaystyle \zeta } |  | 黎曼ζ函数：{\displaystyle \zeta (3/2)} ≈ 2.6124. |

## 发现
1938年，彼得·卡皮查、约翰·艾伦和冬·麦色纳发现氦-4在降温到2.2 K时会成为一种叫做超流体的新的液体状态。超流的氦有许多非常不寻常的特征，比如它的黏度为零，其漩涡是量子化的。很快人们就认识到超液体的原因是玻色-爱因斯坦凝聚。事实上，康奈尔和威曼发现的气态的玻色-爱因斯坦凝聚呈现出许多超流体的特性。
“真正”的玻色-爱因斯坦凝聚最早是由康奈尔和威曼及其助手在實驗天體物理聯合研究所于1995年6月5日制造成功的。他们使用激光冷却和磁阱中的蒸发冷却将约2000个稀薄的气态的铷-87原子的温度降低到170 nK后获得了玻色-爱因斯坦凝聚。四个月后，麻省理工学院的沃尔夫冈·克特勒使用钠-23独立地获得了玻色-爱因斯坦凝聚。克特勒的凝聚较康奈尔和威曼的含有约100倍的原子，这样他可以用他的凝聚获得一些非常重要的结果，比如他可以观测两个不同凝聚之间的量子衍射。2001年康奈尔、威曼和克特勒为他们的研究结果共享诺贝尔物理奖。
康奈尔、威曼和克特勒的结果引起了许多试验项目。比如2003年11月因斯布鲁克大学的鲁道尔夫·格里姆、科罗拉多大学鲍尔德分校的德波拉·金和克特勒制造了第一个分子构成的玻色-爱因斯坦凝聚。
与一般人们遇到的其它相态相比，玻色-爱因斯坦凝聚非常不稳定。玻色-爱因斯坦凝聚与外界世界的极其微小的相互作用足以使它们加热到超出临界温度，分解为单一原子的状态，因此在短期内不太有機會出現实际应用。
2016年5月17日，来自澳大利亚新南威尔士大学和澳大利亚国立大学的研究团队首次使用人工智能制造出了玻色-爱因斯坦凝聚。人工智能在此项实验中的作用是调节要求苛刻的温度和防止原子逃逸的激光束。
2020年6月10日，加州理工的研究人員在《自然期刊》發表報告，在國際太空站上運行的冷原子實驗室，呈現銣及鉀原子的玻色-愛因斯坦凝聚。在地球表面的實驗室，由於受引力影響，實驗的自由膨漲時間只有幾十毫秒。在無重狀態下，成功將時間延長至超過一秒。

## 用於降低光速
虽然玻色-爱因斯坦凝聚很难理解也很难制作，但它们也有许多非常有趣的特性。比如它们可以有异常高的光学密度差。一般来说凝聚的折射系数是非常小的因为它的密度比平常的固体要小得多。但使用激光可以改变玻色-爱因斯坦凝聚的原子状态，使它对一定的频率的系数骤增。这样光速在凝聚内的速度就会骤降，甚至降到每秒数米。
自转的玻色-爱因斯坦凝聚可以作为黑洞的模型，入射的光不会逃离。凝聚也可以用来“冻结”光，这样被“冻结”的光在凝聚分解时又会被释放出来。